# Locale di Siderno
Il locale di Siderno o Società di Siderno è un'organizzazione criminale di 'ndrangheta esistente nel comune di Siderno.
I membri apicali fanno a loro volta riferimento al mandamento jonico.
Le 'ndrine più importanti che compongono questa società sono quelle dei Commisso, dei Muià e dei Figliomeni.

## Struttura
Come tutte le locali di 'ndrangheta è doppiamente compartimentata in società maggiore e società minore
| Cariche della società di Siderno                    | Cariche della società di Siderno | Cariche della società di Siderno |
| capo società                                        | Contabile                        | Mastro di giornata               |
| --------------------------------------------------- | -------------------------------- | -------------------------------- |
| Giuseppe Commisso fino al 2010 (Operazione Crimine) | ?                                | Antonio Galea (2019)             |

Di seguito i presunti componenti del Crimine di Siderno operante in Canada scoperto nel 2019 dalle indagini delle forze dell'ordine:
- Francesco Commisso, detto “u scelto”
- Rocco Remo Commisso
- Cosimo Figliomeni
- Filippo

Fino al 2010, grazie alle Operazioni Crimine e Crimine 2 si scoprì che era il capo-locale di Siderno, Giuseppe Commisso che intratteneva le relazioni con la 'ndrangheta canadese e la 'ndrangheta australia, in particolare con questa con Tony Vallelonga della città di Perth.

## 'Ndrine, locali e strutture dipendenti
Esistono 6 'ndrine che partecipano alla società di Siderno e sono:
- 'ndrina Commisso-Macrì
- 'ndrina Muià con a capo Carmelo Muià detto Mino ucciso a gennaio 2018, vice di Giuseppe Commisso ed operante in contrada Ferraro[4]
- 'ndrina Figliomeni di contrada Donisi e di Toronto

Il locale ha inoltre propaggini in Canada, in particolare nella Greater Toronto Area con cui si interfaccia attraverso strutture organizzativa intermedie: la camera di controllo di Toronto o commissione di Toronto, organo separato dal Mandamento Jonico ma intraneo al Crimine di Siderno che agirebbe dal Canada sul Canada ma anche sul territorio di Siderno.

## Storia
Il locale di Siderno esiste almeno sin dagli anni '50 del secolo scorso quando a guida di esso vi era Antonio Macrì.
Viene riconosciuto nell'operazione Crimine-Infinito del 2010 con a capo Giuseppe Commisso detto U mastru.
Attualmente è stato colpito dalle indagini: Acero-Krupy del 2015 e Canadian 'ndrangheta connection del 2019.

## Esponenti di spicco
- Giuseppe Commisso detto U mastru, arrestato nell'operazione Crimine del 2010 e capo-locale fino al 2010
- Cosimo Commisso, capo della camera di controllo canadese (Operazione Project-Ophoenix di giugno 2015)[6]
- Francesco Commisso, uno dei capi del Crimine di Siderno in Canada
- Angelo Figliomeni, uno dei capi del Crimine di Siderno in Canada
- Rocco Remo Commisso, uno dei capi del Crimine di Siderno in Canada
- Carmelo Muià (? - 19 gennaio 2018)
- Antonio Galea (1962), con ruolo di Mastro di Giornata, arrestato nel 2019 nell'operazione Canada 'ndrangheta connection